# Czarna (Dębica járás)

Czarna falu Dębica járásban, a Kárpátaljai vajdaságban, Lengyelország délkeleti részén. 
Székhelye Gmina Czarna, Dębica járás, amely a Dębica járásban lévő Czarna vidéki gmina (község) központja. A járási székhelytől,  Dębicától 13 kilométernyire nyugatra fekszik, a régió központjától, Rzeszówtól 55 km-nyire nyugatra található.
A településen 2474-en élnek.

## Fordítás
Ez a szócikk részben vagy egészben  a   Czarna, Dębica County című angol Wikipédia-szócikk ezen változatának fordításán alapul.  Az eredeti cikk szerkesztőit annak laptörténete sorolja fel. Ez a jelzés csupán a megfogalmazás eredetét és a szerzői jogokat jelzi, nem szolgál a cikkben szereplő információk forrásmegjelöléseként.